# 전산언어학

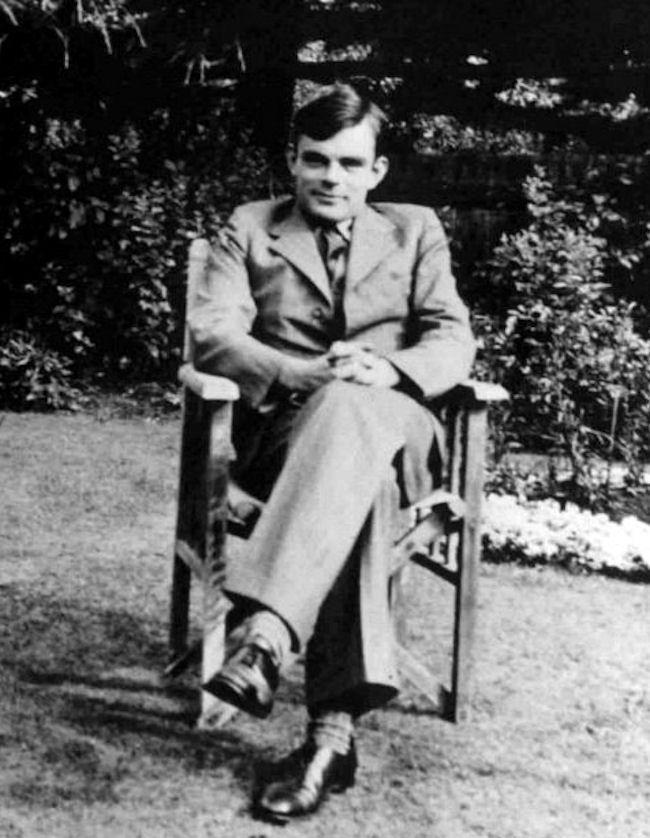
컴퓨터 과학자 앨런 튜링

전산언어학(電算言語學, 영어: computational linguistics)은 전산학과 언어학에 밀접한 관련이 있는 학제간 학문으로 전산적인 관점에서 자연언어의 통계적인 모형과 논리적인 모형을 다루는 분야를 말한다. 이때 모형은 언어학의 특정 하위 분야에 제한되지 않는다. 전산언어학자들은 초기에는 대부분 전산학자들로 컴퓨터를 이용한 자연언어처리를 전공하던 학자들이었다. 최근에는 이전에 예상했던 것보다 언어의 구조가 훨씬 더 복잡하다는 것을 깨달은 이후 언어학자들과 전산학자들의 공동 연구가 이루어지기도 한다. 전산언어학은 언어학자, 전산학자 뿐만 아니라 인공지능, 인지심리학, 논리학 등의 분야의 전문가들의 참여를 필요로 한다.

## 기원
전산 언어학은 인공 지능에 전제되는 분야로써 종종 다루어지기도 한다. 전산 언어학은 1950년대 미국에서, 외국어, 특히 러시아의 과학 잡지를 영어로 자동 번역하려는 노력으로부터 기원한다. 컴퓨터는 인간보다 수리적 능력이 더욱 빠르고 정확하다고 입증되었기 때문에, 기술적 세부사항에서 컴퓨터가 인간처럼 언어를 처리할 능력을 갖게 될 수 있는 것은 단지 시간문제라고 생각되었다.
기계 번역(또한 기계적 번역)이 정확한 번역을 즉시 해내는 것에 실패했을 때, 인간 언어 자동화 프로세싱은 원래 여겨지던 것보다 더욱 복잡한 것으로 인식되었다. 전산 언어학은 언어 데이터를 지적으로 처리할 수 있는 산술과 소프트웨어의 발달에 힘입어 새로운 학문 분야의 이름을 가지고 탄생했다. 인공지능(AI)이 1960년대에 접어들면서, 인간 수준의 이해를 다루고 자연 언어의 생산을 다루는 전산 언어학의 분야는 인공지능의 하위 분야가 되었다.
한 언어를 다른 언어로 번역하기 위해서, 각각의 언어들의 형태론과 구문론을 포함한 문법을 이해해야 했다. 구문론을 이해하기 위해서는, 또한 의미론과 사전학(또는 어휘), 심지어 언어 사용의 화용론에 대해서도 이해해야 했다. 따라서, 어떻게 표상되는가를 이해하기 위한 전체 분야로 진화하는 언어들과 컴퓨터를 이용한 자연 언어 처리 사이를 번역하기 위한 노력으로써 시작되었다고 볼 수 있다.

## 하위 분야
- 말뭉치언어학 (코퍼스언어학)
- 자연언어 파서 설계
- 품사표지부착기 (POS 태거) 등의 설계
- 자연언어처리를 위한 특수 논리 정의
- 형식언어와 자연언어의 일반적인 관계에 관한 연구
- 기계번역 (자동번역)

## 같이 보기
- 언어연대학
- 자연어 처리
- 번역 메모리